# Castillazuelo (kommunhuvudort)
Castillazuelo är en kommunhuvudort i Spanien.   Den ligger i provinsen Provincia de Huesca och regionen Aragonien, i den nordöstra delen av landet, 400 km nordost om huvudstaden Madrid. Castillazuelo ligger 368 meter över havet och antalet invånare är 235.
Terrängen runt Castillazuelo är platt söderut, men norrut är den kuperad. Castillazuelo ligger nere i en dal. Runt Castillazuelo är det ganska tätbefolkat, med 134 invånare per kvadratkilometer. Närmaste större samhälle är Barbastro, 6,2 km sydost om Castillazuelo. Trakten runt Castillazuelo består till största delen av jordbruksmark.